# Dhuttagaon, Aland
Dhuttagaon là một làng thuộc tehsil Aland, huyện Gulbarga, bang Karnataka, Ấn Độ.